# Substitutionsmetoden
Substitutionsmetoden, som også kaldes indsættelsesmetoden, er en metode indenfor matematikken til at løse {\displaystyle n} ligninger med {\displaystyle n} ubekendte.
Således vil man kunne løse ligninger opstillet således:
{\displaystyle l_{1}:\;\;c_{1,1}x_{1}+c_{1,2}x_{2}+c_{1,3}x_{3}\cdots +c_{1,n}x_{n}=k_{1}}
{\displaystyle l_{2}:\;\;c_{2,1}x_{1}+c_{2,2}x_{2}+c_{2,3}x_{3}\cdots +c_{2,n}x_{n}=k_{2}}
{\displaystyle l_{3}:\;\;c_{3,1}x_{1}+c_{3,2}x_{2}+c_{3,3}x_{3}\cdots +c_{3,n}x_{n}=k_{3}}
{\displaystyle \vdots }
{\displaystyle l_{n}:\;\;c_{n,1}x_{1}+c_{n,2}x_{2}+c_{n,3}x_{3}\cdots +c_{n,n}x_{n}=k_{n}}
, hvor {\displaystyle \left\{c_{i,j}|i,j=1,2,3\dots n\right\},\left\{k_{i}|i=1,2,3\dots n\right\}} betegner vilkårlige konstanter og {\displaystyle \left\{x_{i}|i=1,2,3\dots n\right\}} betegner de variable.
Dog vil løsning af {\displaystyle n} ligninger med {\displaystyle n} ubekendte nemmest og hurtigst kunne løses vha. matematikkens lineær algebra.

## Eksempel
Vi forsøger her med et eksempel:
Der er givet to ligninger af følgende form:
Ligning 1: {\displaystyle 3x+2y=4}
Ligning 2: {\displaystyle 4x+3y=7}
Ifølge metoden isoleres først x i ligning 1:
{\displaystyle \qquad 3x+2y=4\quad \Leftrightarrow \quad 3x=-2y+4\quad \Leftrightarrow \quad x=-{\frac {2}{3}}y+{\frac {4}{3}}}
Dette indsættes nu i ligning 2:
{\displaystyle 4x+3y=7\quad \Leftrightarrow \quad 4\left(-{\frac {2}{3}}y+{\frac {4}{3}}\right)+3y=7\quad \Leftrightarrow \quad -{\frac {8}{3}}y+{\frac {16}{3}}+3y=7\quad \Leftrightarrow \quad }
{\displaystyle {\frac {16}{3}}-7=-{\frac {1}{3}}y\quad \Leftrightarrow \quad -{\frac {5}{3}}=-{\frac {1}{3}}y\quad \Leftrightarrow \quad {\frac {-5}{3}}/{\frac {-1}{3}}={\frac {-5\cdot 3}{3\cdot -1}}={\frac {-5}{-1}}=y\quad \Leftrightarrow \quad y={\underline {\underline {5}}}}
Dette kan nu sættes tilbage i udtrykket vi havde for x:
{\displaystyle x=-{\frac {2}{3}}y+{\frac {4}{3}}=-{\frac {2}{3}}\cdot 5+{\frac {4}{3}}=-{\frac {10}{3}}+{\frac {4}{3}}={\underline {\underline {-2}}}}
Således bliver koordinatsættet i det punkt, hvor de linjer, som beskrives af de 2 ligninger, mødes, altså slutteligt til: {\displaystyle p_{s}={\underline {\underline {(-2,5)}}}}